# Erich Salm-Reifferscheidt
Erich Salm-Reifferscheidt, též Salm-Reifferscheid, celým jménem Erich Maria Jaromir Hieronymus Emilianus Salm-Reifferscheidt (20. července 1868 Vysoké Třebušice – 7. dubna 1945) byl rakouský šlechtic z rodu Salm-Reifferscheidt-Raitz a politik, na přelomu 19. a 20. století poslanec Říšské rady.

## Biografie
Pocházel ze šlechtického rodu Salm-Reifferscheidt-Raitz. Jeho otcem byl politik Siegfried Salm-Reifferscheid (1835–1898). Měl titul c. k. komořího. Byl poručíkem 7. dragounského regimentu.
Byl i poslancem Říšské rady (celostátního parlamentu Předlitavska), kam usedl v doplňovacích volbách roku 1898 za kurii velkostatkářskou v Čechách. Nastoupil 29. září 1898 místo Gustava Wiedersperga. Ve volebním období 1897–1901 se uvádí jako starohrabě Erich Salm-Reifferscheidt, statkář, bytem Salcburk.
Do parlamentu kandidoval za konzervativce (Strana konzervativního velkostatku). Strana ústavověrného velkostatku se voleb zdržela.